# Neeli Bendapudi
Neeli Bendapudi est une universitaire américaine et la 18e présidente de l'Université de Louisville.
Bendapudi fut nommée présidente le 3 avril 2018 et entra en fonction le 15 mai 2018. Elle remplaça James R. Ramsey, qui démissionna après l'émergence d'un scandale l'impliquant. Bendapudi est la première présidente non blanche de l'université, elle souligna d'ailleurs sa volonté d'y développer une culture de l'ouverture.

## Biographie
Bendapudi est née en Inde puis déménagea aux États-unis où elle suivit des cours à l'Université du Kansas, dont elle sortit doctorante. À la suite d'une période où elle fréquenta à la fois l'université d’État de l’Ohio et l'université A&M, elle retourna au Kansas où elle fut doyenne de la University of Kansas School of Business. À partir du 1er juillet 2016 jusqu'à son élection en tant que présidente à Louisville, elle occupa le poste de rectrice ainsi que de vice-chancelière de l'université du Kansas.